# Фальтермайер, Харольд
Ха́рольд Фальтермайер (нем. Harold Faltermeyer; род. 5 октября 1952, Мюнхен, Германия) — немецкий музыкант-клавишник, композитор и продюсер. Наиболее известен работой над фильмом «Полицейский из Беверли-Хиллз» (1984).

## Карьера
Родился в Мюнхене в 1952 году. Мать — Аннелина Фальтермайер (урождённая Шмидт), домохозяйка. Отец — Хьюго Фальтермайер, бизнесмен, владелец строительной фирмы. В шесть лет Харольд начал обучаться игре на фортепиано, а в одиннадцать лет у него обнаружили абсолютный музыкальный слух. Учился в Мюнхенской музыкальной академии, параллельно работая в звукозаписывающей студии. Его первой удачей стала работа над дебютным альбомом Аманды Лир в 1977 году. В 1978 знакомится с Джорджио Мородером, с которым потом долго будет сотрудничать. Вместе с ним Харольд работал над альбомами Донны Саммер, а также над саундтреками к фильмам Полуночный экспресс, Американский жиголо, Лисы, Похититель сердец и Лучший стрелок.
В течение 80-х продолжал писать музыку к кинофильмам и продюсировать других исполнителей. Работал над аранжировками песен для альбома Self Control (1984) Лоры Брэниган.
В 1990 году он стал сопродюсером альбома Behavior группы Pet Shop Boys. Альбом был выпущен позже в том же году.
Написал саундтрек к компьютерной игре Jack Orlando в 2001 году.

## Axel F
В 1984 г. Харольд Фальтермайер создал своё самое известное произведение — «Axel F», заглавную тему к фильму «Полицейский из Беверли-Хиллз», за которую в 1986 году он получил свою первую Грэмми. Эту инструментальную композицию он записал с помощью синтезаторов Roland Jupiter-8, Moog Modular, Roland JX3P, Yamaha DX7 и драм-машины LinnDrum. На неё было сделано большое количество кавер-версий, включая версию Murphy Brown vs. Captain Hollywood — «Axel F 2003» и ремикс 2005 года от Crazy Frog, занявший первое место в чарте Британии.

## Избранная дискография
В качестве композитора
- Похититель сердец (1984)
- Полицейский из Беверли-Хиллз (1984)
- Флетч (1985)
- Лучший стрелок (1986) (с Джорджио Мородером)
- Смертельная красотка (1987) (одна песня)
- Полицейский из Беверли-Хиллз 2 (1987) (одна песня)
- Бегущий человек (1987)
- Танго и Кэш (1989, саундтрек выпущен в 2006)
- Огонь, лёд и динамит (Feuer, Eis & Dynamit) (1990)
- Каффс (1992)
- Астерикс завоёвывает Америку (1994)
- Двойной КОПец (2010)

В качестве аранжировщика
- Полуночный экспресс (1978)
- Лисы (1979)
- Американский жиголо (1980)

В качестве автора песен / продюсера / аранжировщика (избранное)
- Amanda Lear: I am a Photograph (1977)
- Giorgio Moroder and Chris Bennett: Love's in You, Love's in Me (1978)
- Giorgio Moroder: Battlestar Galactica (1978)
- The Three Degrees: Three D (1979)
- Rena Mason: Cherchez la Femme (1979)
- Donna Summer: Bad Girls (1979)
- Donna Summer: The Wanderer (1980)
- Sparks: Terminal Jive (1980)
- Giorgio Moroder: E=mc2 (1980)
- Donna Summer: I'm A Rainbow (1981, shelved until 1996)
- Al Corley: Square Rooms (1984)
- Laura Branigan: Self Control (1984)
- Laura Branigan: Hold Me (1985)
- Richard T. Bear: The Runner (1985)
- E. G. Daily: Wildchild (1985)
- Billy Idol: Whiplash Smile (1986)
- Donna Summer: All Systems Go (1987)
- Jennifer Rush: Heart Over Mind (1987)
- Jennifer Rush: Passion (1988)
- Pet Shop Boys: Behaviour (1990)
- Falco: Jeanny (Remix) (1991)
- Falco: Emotional (Remix) (1991)
- Bonnie Tyler: All in One Voice (1999)